# Transkobieta

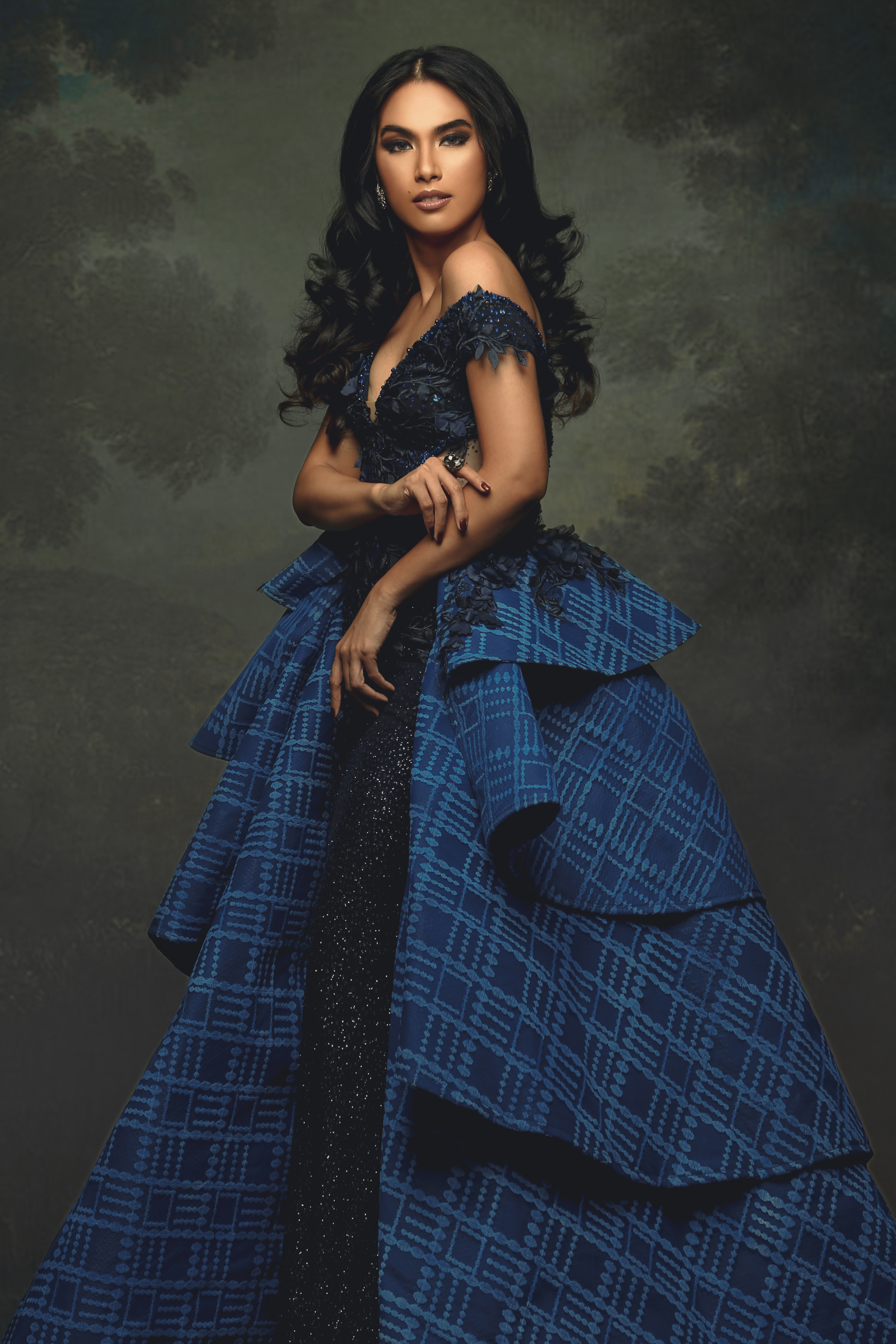
Mela Habijan, zwyciężczyni konkursu piękności Miss Trans Global w 2020 roku

Transkobieta (także trans-kobieta) – kobieta, której przypisano płeć męską przy urodzeniu, i która żyje w zgodzie z odczuwaną przez nią żeńską tożsamością płciową. Transkobiety to określenie na osoby transseksualne lub transpłciowe o typie M/K, czyli mężczyzna/kobieta (ang. MtF, male-to-female).
Kobiety transpłciowe mogą doświadczać dysforii płciowej, cierpienia spowodowanego rozbieżnością między ich tożsamością płciową a płcią, która została im przypisana w momencie urodzenia, a także związaną z tym rolą płciową oraz cechami płciowymi.
Kobiety transpłciowe mogą przejść tranzycję płciową. Istotnym elementem tranzycji medycznej kobiet transpłciowych jest estrogenowa terapia zastępcza, która powoduje rozwój trzeciorzędowych cech płci żeńskiej (piersi, redystrybucja tkanki tłuszczowej, niższy stosunek talii do bioder itp.) To, wraz z chirurgiczną korektą płci, może przynieść ogromną poprawę samopoczucia, a w większości przypadków, eliminuje dysforię płci.
Transkobiety mogą identyfikować się jako heteroseksualne, biseksualne, homoseksualne, aseksualne lub żadne z powyższych. Ankieta przeprowadzona wśród około 3000 amerykańskich transkobiet pokazała, że 31% z nich identyfikuje się jako osoby biseksualne, 29% jako lesbijki, 23% jako osoby heteroseksualne, 7% jako osoby aseksualne, a także 7% jako „queer” i 2% jako „inne”.

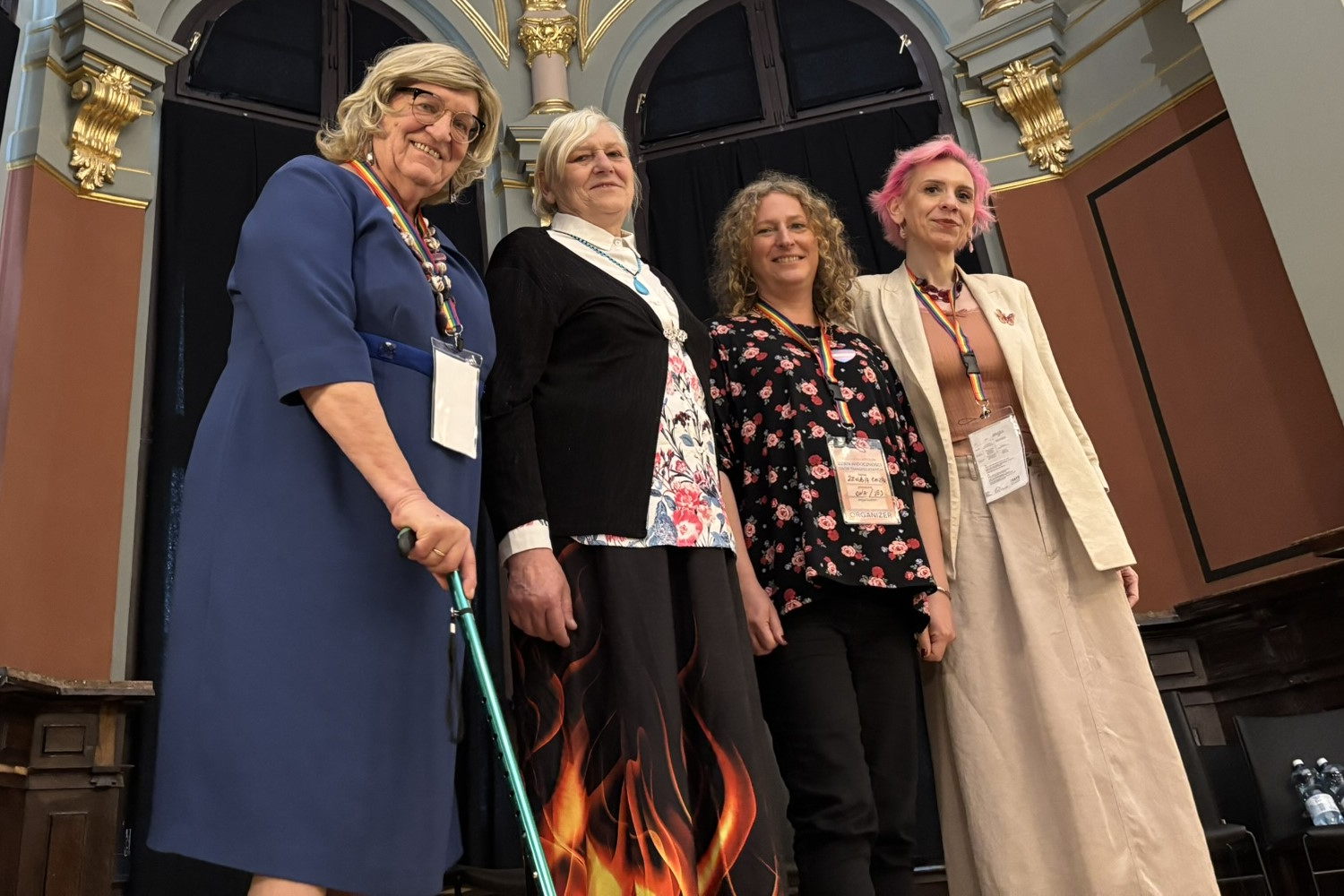
Cztery Polki transkobiety: Anna Grodzka, Ewa Hołuszko, Zenobia Żaczek i Maria Minakowska